# Grammodes oculata
Grammodes oculata är en fjärilsart som beskrevs av Pieter Cornelius Tobias Snellen 1880. Grammodes oculata ingår i släktet Grammodes och familjen nattflyn. Inga underarter finns listade i Catalogue of Life.